# Villoria (Parroquia)
Villoria ist eine der acht Parroquias in der Gemeinde Laviana der autonomen Region Asturien in Spanien.

## Geographie
Villoria ist ein Parroquia mit 1079 Einwohnern (2011) und einer Fläche von 30,9 km². Es liegt auf 340 msnm. Villoria ist 4 km von Pola de Laviana, dem Hauptort der Gemeinde Laviana entfernt.

### Gewässer in der Parroquia
Der Rio Salencia mündet nahe Villoria in den Rio Villoria, welcher in den Rio Nalon mündet.

### Berge
Der Alto de la Collaona (850 msnm) ist die größte Erhebung der Parroquia, Peña Mea, 1.560 msnm ist die der gesamten Gemeinde.

### Verkehrsanbindung
Von Gijón:

Autovía minera (AS-1) Richtung Mieres, weiter Richtung Langreo, bei Puerto de Tarna auf die AS-17. Nach Pola de Laviana die 1. Ausfahrt nach Villoria (3 km) (AS-252).
Von Oviedo:

Autobahn Richtung Santander (A-8) Abzweigen Richtung Langreo, bei Puerto de Tarna auf die AS-17. Nach Pola de Laviana die 1. Ausfahrt nach Villoria (3 km) (AS-252).

## Wirtschaft
Seit alters her wird Kohle und Eisen in der Region abgebaut, heute baut noch die Tourismusindustrie daran auf. Die Land- und Forstwirtschaft prägt seit alters her die Region. Handel und Handwerk findet überwiegend in mittelständischen Betrieben statt.

## Bevölkerungsentwicklung
|                                                                 |
| Quelle: Webseite des INE - grafische Aufarbeitung für Wikipedia |

## Klima
Angenehm milde Sommer mit ebenfalls milden, selten strengen Wintern. In den Hochlagen können die Winter durchaus streng werden.

## Sehenswertes
- Iglesia (Kirche) de San Nicolás
- Cueva (Höhle)de los Fugaos
- El puente romano (römische Brücke über den Fluss, die immer noch benutzt wird)

## Feste und Feiern
- 13. Juni = dem Schutzpatron San Antonio
- Mitte November la Fiesta de la Castaña wo auch der „junge Sidra“ verkostet wird.

## Dörfer und Weiler
| - Arbín - Les Bories - Braña Riba - Bustiello - El Cabu - Campumayáu - El Cerezaliru - La Caúcia - Corián - La Correoria | - El Corazal - El Fabariegu - Febreru - Fechaladrona - Los Fornos - Grandiella - Grandón - El Meruxal - Les Mestres - Migalpiri | - La Paraína - Piedresnegres - La Pumará - Les Quintanes - La Reondina - Reondo - El Rosil - San Pedro - Solano Baxo - Tablazo | - El Tendiyón - unbewohnt (2011) - Los Tornos - Valdelafaya - Viscozá - Villoria - Braña Baxo - 1 Einwohner (2011) - Solano Cima 2 Einwohner (2011) - La Llosagra - unbewohnt (2011) - El Llosón - unbewohnt (2011) |